# Slađana Erić
Slađana Erić Bulić (Tuzla, 29 luglio 1983) è una pallavolista serba.
Gioca nel ruolo di centrale nel Vizura.

## Carriera
La carriera di Slađana Erić inizia tra le file della Ženski odbojkaški klub Crvena zvezda, dove gioca tra il 2000 ed il 2004, vincendo anche tre edizioni del campionato serbo-montenegrino ed una coppa nazionale. Nel 2002 debutta con la nazionale serbo-montenegrina, di cui fa parte fino al 2005, vincendo solo una medaglia di bronzo al Trofeo Valle d'Aosta.
Dopo una stagione nel campionato francese con la maglia dell'USSP Albi, viene ingaggiata dal Volleyballclub Voléro Zürich. Nelle tre stagioni trascorse a Zurigo, si aggiudica altrettanti campionati e coppe nazionali e vince anche una Supercoppa svizzera.
Tra il 2008 ed il 2010 gioca nel Club Atlético Voleibol Murcia 2005, con cui vince un campionato spagnolo, due edizioni della Coppa della Regina ed una Supercoppa spagnola. Nel 2010 torna a giocare nella Ženski odbojkaški klub Crvena zvezda, ma nel gennaio 2011 viene ingaggiata durante il mercato di riparazione dalla Universal Modena, con cui disputa la parte finale della stagione 2010-2011. Nella stagione 2011-12 gioca nel Galatasaray Spor Kulübü.
Nel campionato 2012-13 torna in Serbia per vestire la maglia dell'Omladinski Odbojkaški Klub Kolubara, mentre in quello successivo passa allo Ženski odbojkaški klub Partizan, aggiudicandosi la Supercoppa serba e lo scudetto.

## Palmarès

### Club
- Campionato serbo-montenegrino: 3

2001-02, 2002-03, 2003-04
- Campionato svizzero: 3

2005-06, 2006-07, 2007-08
- Campionato spagnolo: 1

2008-09
- Campionato serbo: 1

2013-14
- Coppa di Serbia e Montenegro: 1

2002
- Coppa di Svizzera: 3

2005-06, 2006-07, 2007-08
- Coppa della Regina: 2

2008-09, 2009-10
- Coppa di Serbia: 1

2022-23
- Supercoppa svizzera: 1

2006
- Supercoppa spagnola: 1

2009
- Supercoppa serba: 1

2013

### Nazionale (competizioni minori)
- Trofeo Valle d'Aosta 2005